# Alison Burton
Alison Violet Burton (Melbourne, 3 de noviembre de 1921 – Hobart, 9 de junio de 2014) fue una tenista zurda australiana.

## Biografía
Burton se educó en la Huntingtower School de Melbourne y en la Universidad de Melbourne, comenznado a destacar allí en el mundo del tenis.
Como estudiante, Burton representó al estado de Victoria en los partidos de la Copa Wilson de 1938 y 1939. En esos mismos años, también ganó el campeonato juvenil de Victoria y fue subcampeona del título australiano.
El 17 de septiembre de 1946, Burton se casó con el tenista Robert (Bob) Baker en la Capilla de la Lincoln College, Oxford.
Ya con el nombre de casa de Alison Baker, en 1952, formó pareja con Mary Bevis Hawton y alcanzó la final de la categoría de doble femeninos del Campeonato de Australia.
Una vez retirada, volvió a Tasmania, para vivir en Hobart, donde moriría en 2014.